# Anthene sutrana
Anthene sutrana är en fjärilsart som beskrevs av Hans Fruhstorfer 1916. Anthene sutrana ingår i släktet Anthene och familjen juvelvingar. Inga underarter finns listade i Catalogue of Life.